# Велика Козьмодем'янівка
Велика Козьмодем'янівка (рос. Большая Козьмодемьяновка) — присілок в Солнцевському районі Курської області Російської Федерації.
Населення становить 213 осіб. Входить до складу муніципального утворення Старолещинська сільрада.

## Історія
Населений пункт розташований на території українського етнічного та культурного краю Східна Слобожанщина.
Від 2004 року входить до складу муніципального утворення Старолещинська сільрада.

## Населення
| 2002 | 2010 |
| ---- | ---- |
| 270  | ↘213 |